# Mezinárodní divadelní festival Na hranici
Mezinárodní divadelní festival Na hranici je nejstarším divadelním festivalem v polistopadové republice. Vznikl z iniciativy členů polsko–česko–slovenské Solidarity filosofa Jakuba Mátla a básníka Jerzego Kronholda v roce 1990. Ideou bylo setkávání diváků a divadelníků z regionu střední Evropy. Koná se každoročně koncem května, (v posledních letech v říjnu) v Těšíně a Českém Těšíně. V květnu 2004 po vstupu Polské, České a Slovenské republiky do Evropské unie se festival přejmenoval na Mezinárodní divadelní festival Bez hranic. Účinkují tam soubory z Polska, Česka, Slovenska a v poslední době i z Maďarska.

## Festivalové roky
2. června 2009 se uskutečnil XX. Mezinárodní divadelní festival „Bez hranic”.
V roce 2011 se XXII. ročník festivalu konal od 29. září do 1. října.

V roce 2017 se konal XXVI. ročník festivalu 3.–8. října.

V roce 2018 se 27. ročník festivalu konal od 23. května do 1. června.

V roce 2021 se koná jubilejní 30. ročník.

## Galerie
Autorem většiny plakátů je Ladislav Szpyrc.

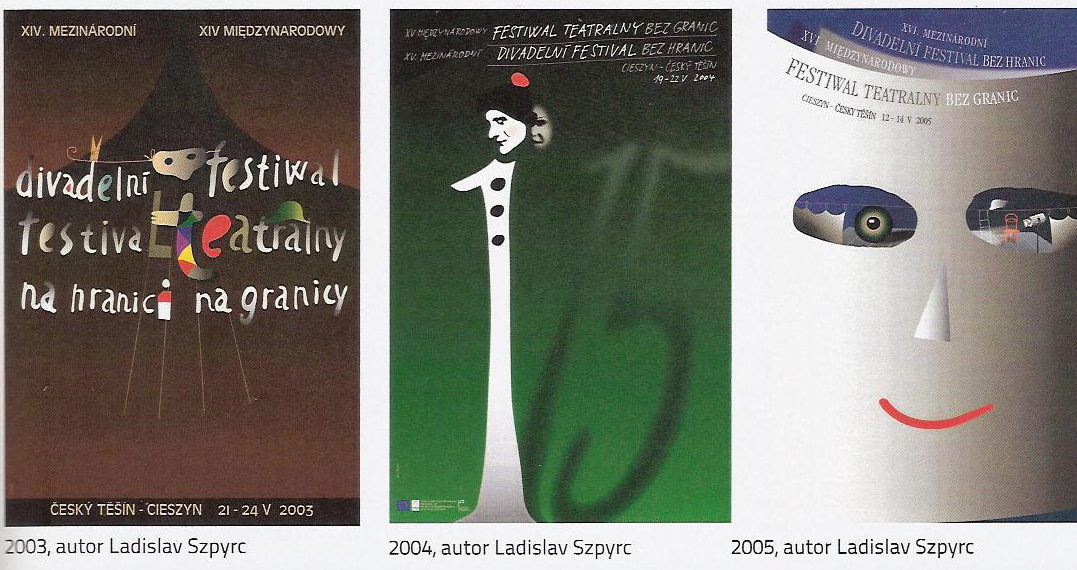
2003-2004-2005
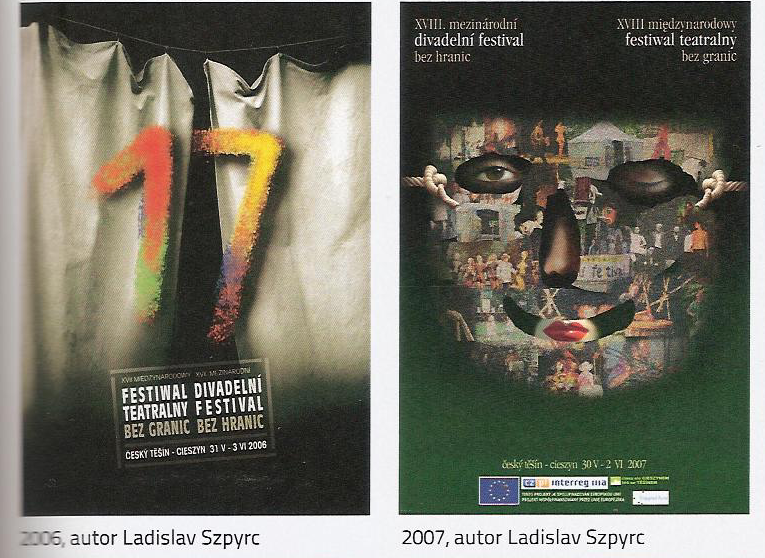
2006-2007
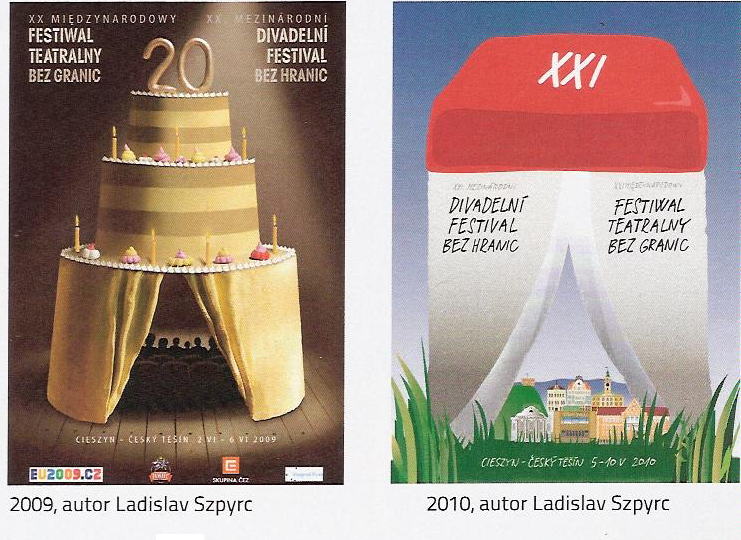
2009-2010
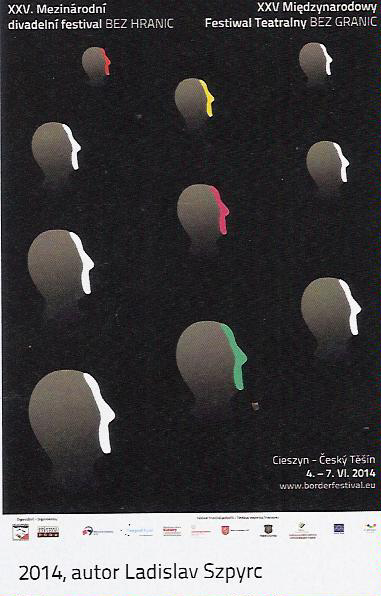
2014
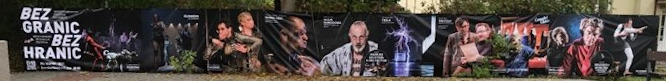
30. ročník